# Бак-Гроув (Айова)
Бак-Гроув (англ. Buck Grove) — місто (англ. city) в США, в окрузі Кроуфорд штату Айова. Населення — 34 особи (2020).

## Географія
Бак-Гроув розташований за координатами 41°55′4″ пн. ш. 95°23′42″ зх. д. / 41.91778° пн. ш. 95.39500° зх. д. (41.917825, -95.395105).  За даними Бюро перепису населення США в 2010 році місто мало площу 0,94 км², уся площа — суходіл.

## Демографія
Згідно з переписом 2010 року, у місті мешкали 43 особи в 18 домогосподарствах у складі 12 родин. Густота населення становила 46 осіб/км².  Було 19 помешкань (20/км²).
Расовий склад населення:
| - 100,0 % — білих |

До двох чи більше рас належало 0,0 %. Частка іспаномовних становила 0,0 % від усіх жителів.
За віковим діапазоном населення розподілялося таким чином: 27,9 % — особи молодші 18 років, 48,8 % — особи у віці 18—64 років, 23,3 % — особи у віці 65 років та старші. Медіана віку мешканця становила 51,5 року. На 100 осіб жіночої статі у місті припадало 126,3 чоловіків;  на 100 жінок у віці від 18 років та старших — 106,7 чоловіків також старших 18 років.
Середній дохід на одне домашнє господарство  становив 54 271 долар США (медіана — 30 000), а середній дохід на одну сім'ю — 101 840 доларів (медіана — 96 250). 
Цивільне працевлаштоване населення становило 16 осіб. Основні галузі зайнятості: освіта, охорона здоров'я та соціальна допомога — 37,5 %, мистецтво, розваги та відпочинок — 25,0 %, роздрібна торгівля — 18,8 %.